# Magnetic Island
Magnetic Island, in der Sprache ihrer Ureinwohner Yunbenun, umgangssprachlich oft Maggie, ist eine 51,2 km² große australische Insel mit 2.335 Einwohnern. Sie befindet sich vor der Ostküste Queenslands und gehört zum Stadtgebiet von Townsville.

## Geschichte
Die Insel wurde 1770 vom britischen Kapitän James Cook und seiner Mannschaft für Europa entdeckt. Als jene im Schiff Endeavour vorbeisegelten, spielte ihr Kompass verrückt, weswegen Cook vermutete, die Insel bestehe aus magnetithaltigem Gestein. In jener Zeit lebten auf der Insel Aborigines, die Wulgurukaba oder Nyawaygi, welche die Insel „Yunbenun“ nannten (die Benennung der Gesellschaften ist uneinheitlich).
1864/1865 wurde an der nahegelegenen Mündung des Ross River die Siedlung Townsville gegründet, zu der die Magnetinsel heute gehört.
Im Zweiten Weltkrieg wurde Townsville zum bedeutenden Standort für das Militär, um eine mögliche Invasion Australiens durch die japanische Armee abzuwehren. In jener Zeit wurden auf Magnetic Festungsanlagen gebaut, welche wohl der Überwachung und Sicherung von Luft und Meer dienten. Die Gegend wurde jedoch von japanischen Angriffen verschont. Die Überreste dieser Befestigungen, „The Forts“ genannt, die sich im Nordosten der Insel befinden, können noch heute besichtigt werden.
In den letzten Jahrzehnten nahm die Bedeutung von Magnetic als Erholungs- und Urlaubsgebiet und mit ihr seine Bevölkerung deutlich zu.

## Geographie
Magnetic liegt am Rande des Great Barrier Reef, durch den 4–8 km breiten West Channel von Townsville und dem australischen Festland getrennt zwischen Halifax Bay und Cleveland Bay.
Magnetic Island ist im Großen und Ganzen ziemlich bergig und erreicht im Mount Cook im Westteil eine Höhe von 497 Metern. Nur an der Westküste sowie an den besiedelten Buchten, der großen, leicht hufeisenförmigen Horseshoe Bay sowie den kleineren Buchten Nelly Bay (mit dem gleichnamigen Dorf), Geoffrey Bay und Alma Bay (mit dem Dorf Arcadia Bay) und Picnic Bay (mit dem gleichnamigen Dorf) befinden sich flache Areale.
Die vier Dörfer der Insel, in denen der Großteil der Bevölkerung von 2107 (Stand Volkszählung 2006) lebt, befinden sich alle im Ostteil entlang der Küste, von Nord nach Süd: Horseshoe Bay, Arcadia Bay, Nelly Bay und Picnic Bay. Hinzu kommt die kleine Ansiedlung West Point mit den übrigen 35 Inselbewohnern, die sich südlich von der gleichnamigen Westspitze der Insel erstreckt.
Der Medianpreis für Häuser auf der Insel betrug im April 2024 etwa 790.000 Australische Dollar. Dafür bekommt man drei bis vier Schlafzimmer. Blick aufs Meer kostet substantiell mehr. Bei Wohnungen mit zwei bis drei Schlafzimmern lag der Medianpreis zu diesem Zeitpunkt bei etwa 560.000 Dollar.
| Nr. | Community       | Fläche km² | Bevölkerung 2006 | Bevölkerungs- dichte |
| --- | --------------- | ---------- | ---------------- | -------------------- |
| 1   | Horseshoe Bay   | 9,7        | 484              | 49,9                 |
| 2   | Arcadia Bay     | 5,2        | 257              | 49,4                 |
| 3   | Nelly Bay       | 5,2        | 973              | 187,1                |
| 4   | Picnic Bay      | 2,8        | 359              | 128,2                |
| 5   | West Point      | 28,4       | 35               | 1,2                  |
|     | Magnetic Island | 51,3       | 2107             | 41,1                 |

## Klima
Magnetic Island liegt in den wechselfeuchten Tropen.
Die Monatsmittel der Tagestiefst- und -höchsttemperaturen liegen zwischen 13 und 32 °C. Der jährliche Niederschlag liegt im Mittel etwa um 1200 mm, wovon über zwei Drittel in der drei- bis viermonatigen Regenzeit von Dezember bis März fallen, welche im Übrigen zugleich die wärmste Zeit des Jahres ist.

## Natur
In etlichen der Buchten gibt es kleine Korallenriffe. Vor der Westküste erstreckt sich ein Watt. Dort gedeihen auch recht ausgedehnte Mangroven-Bestände. Der Rest der Küste ist eher felsig mit Sandstränden in den Buchten. Die Bäche (Creeks) der Insel liegen den größten Teil des Jahres trocken.
Der größte Teil der Insel ist von mehr oder minder lichten Eukalyptus-Trockenwäldern bedeckt. In einigen Tälern gedeihen regenwaldähnliche Gemeinschaften. Die felsigen küstennahen Hügelketten hingegen sind mit lichterer Vegetation bedeckt. Häufig sind es Strauchdickichte oder von einzelnen Araukarien, Laubbäumen, Grasbäumen und Sträuchern überragte grasig-krautige Gesellschaften. Brände sind in diesen trockenen Lebensräumen ziemlich häufig und zum Teil auch notwendiger Bestandteil des natürlichen Geschehens.
Die Tierwelt ist auf der Insel recht vielfältig vertreten. Besonders bemerkenswert sind vielleicht zum einen die Koalas (Phascolarctos cinereus), welchen man mit einigem Glück wohl insbesondere in der Gegend um die alten Befestigungsanlagen begegnen kann, zum anderen die nachtaktiven Langschwanztriele (Burhinus grallarius), welche in den Siedlungsgebieten recht häufig sind und dort nachts schrille, gellende Schreie ausstoßen.
Über die Hälfte der Insel steht als Magnetic Island National Park unter Schutz.

## Wirtschaft
Der Fremdenverkehr ist im weiteren Sinne der einzige bedeutende Wirtschaftsfaktor auf der Insel.

## Verkehr
Magnetic Island ist über eine Fährverbindung mit Townsville verbunden, welche tagsüber regelmäßig zwischen Stadt und dem Inselhauptort Nelly Bay pendelt. Die Überfahrt dauert typischerweise zwischen 30 und 40 Minuten. Auf der Insel gibt es einen Busdienst, sowie die Möglichkeit, sich Gefährte auszuleihen. Auch kann man sich mit seinem eigenen Kraftfahrzeug zur Insel übersetzen lassen.